# جاي بي توكوتو
جاي بي توكوتو (بالإنجليزية: J. P. Tokoto)‏ مواليد 15 سبتمبر 1993 في روكفورد، هو لاعب كرة سلة أمريكي. بدأ مسيرته الاحترافية في سنة 2015. تم اختياره من قبل فريق فيلادلفيا سفنتي سيكسرز خلال الدرافت. يلعب في دوري الرابطة الوطنية لفئة التطوير. يحمل الرقم 6. يبلغ طوله 6 قدم 6 بوصة (2.0 م). لعب مع أوكلاهوما سيتي بلو في دوري الرابطة الوطنية لفئة التطوير.

## روابط خارجية
- جاي بي توكوتو على موقع الدوري الأوروبي لكرة السلة (الإنجليزية)
- جاي بي توكوتو على موقع سبورتس رفرنس (الإنجليزية)
- جاي بي توكوتو على موقع الدوري الإسباني لكرة السلة (الإسبانية)
- جاي بي توكوتو على موقع كرة السلة الأوروبية.كوم (الإنجليزية)
- جاي بي توكوتو على موقع كلية كرة السلة في سبورتس رفرنس.كوم (الإنجليزية)
- جاي بي توكوتو على موقع ريلجم (الإنجليزية)
- جاي بي توكوتو على موقع بروبوليرز (الإنجليزية)
- جاي بي توكوتو على موقع سبورتس رفرنس (الإنجليزية)
- جاي بي توكوتو على موقع سبورتس رفرنس (الإنجليزية)